# Länsväg 283
Länsväg 283 går sträckan Söderby-Karl – Grisslehamn och är 30 km lång. Den går i Norrtälje kommun, Stockholms län. Vägen går igenom den nordvästra delen av Väddö.
Den ansluter till:
- Riksväg 76
- Färjan till Åland (Eckerölinjen)